# Pajaritos, bravos muchachitos
Pajaritos, bravos muchachitos es el cuarto álbum de estudio del músico de Argentina Indio Solari y su grupo musical Los Fundamentalistas del Aire Acondicionado, liderada por él. El álbum incluye la novedosa participación, en la última canción del álbum «La pajarita pechiblanca (Scherzo)», de los músicos Semilla Bucciarelli, Sergio Dawi y Walter Sidotti, excompañeros suyos en Patricio Rey y sus Redonditos de Ricota. Si bien Solari había tenido la intención de trabajar con ellos desde los inicios de su carrera solista, no compartían un estudio desde la separación del grupo. Solari aparece en los créditos del álbum bajo el seudónimo de «El Fisgón Ciego».
Fue nominado para los Premios Gardel 2014 en la categoría “Mejor álbum artista de rock”. La primera presentación del disco fue en el Hipódromo de Gualeguaychú, el sábado 12 de abril de 2014 ante más de 180 000 personas, la segunda presentación se realizó el mismo año en el Autódromo de Mendoza, el sábado 13 de diciembre ante más de 100 000 personas, la tercera presentación se realizó en el Hipódromo de Tandil, el 12 de marzo de 2016 ante más de 250 000 personas, y la cuarta presentación fue en el predio rural "La Colmena" en Olavarría, el 11 de marzo de 2017 donde más de 196 000 personas compraron boletos, pero asegurán que más de 400.000 personas asistieron aquella noche.

## Prólogos
Y Salomón fue heredero de David y dijo:
¡Hombres!, hemos sido instruidos en el
lenguaje de los pájaros y colmados de todo bien.

Corán (XXVII, 15)

No del cuchillo nace el miedo
ni del temblor los pájaros del frío
....................................
Eso es lo cierto, eso es lo cierto
Lo demás es del vino y de la danza

Roberto Themis Speroni

## Lista de canciones
Todas las canciones fueron compuestas por El Fisgón Ciego (Indio Solari), excepto «La pajarita pechiblanca (Scherzo)», compuesta e interpretada por Sergio Dawi, Semilla Bucciarelli y Walter Sidotti, con letra y voz de Solari.
| N.º   | Título                                                  | Duración |  |
| 1.    | «A los pájaros que cantan sobre las selvas de internet» | 3:56     |  |
| 2.    | «Beemedobleve»                                          | 3:16     |  |
| 3.    | «A la luz de la luna»                                   | 4:38     |  |
| 4.    | «Las supersticiones traen mala suerte»                  | 4:16     |  |
| 5.    | «Amok! Amok!»                                           | 5:10     |  |
| 6.    | «Chau mohicano»                                         | 3:32     |  |
| 7.    | «Arca monster»                                          | 3:34     |  |
| 8.    | «Cada pequeña muerte»                                   | 3:16     |  |
| 9.    | «Babas del Diablo»                                      | 4:05     |  |
| 10.   | «Había una vez…»                                        | 4:28     |  |
| 11.   | «Un par de fantasmas»                                   | 4:25     |  |
| 12.   | «La pajarita pechiblanca (Scherzo)»                     | 3:27     |  |
| 48:08 |                                                         |          |  |

Dedicado al inimitable Iche Gómez.

## Integrantes
- El Fisgón Ciego: Voz, teclados y ruidos.
- Baltasar Comotto: Guitarra eléctrica.
- Gaspar Benegas: Guitarra eléctrica.
- Marcelo Torres: Bajo.
- Hernán y Martín: Batería y percusión.
- Sergio Colombo: Saxo.
- Miguel Tallarita: Trompeta.
- Alejandro Elijovich: Violín.

El álbum fue grabado, mezclado y masterizado en Luzbola, el estudio personal de Indio Solari. La ingeniería y edición del disco estuvo a cargo de Martín Carrizo y Hernán Aramberri.

## Gira musical
| Lugar                     | Ciudad                   | Fecha                   | Público |
| ------------------------- | ------------------------ | ----------------------- | ------- |
| Hipódromo de Gualeguaychú | Gualeguaychú, Entre Ríos | 12 de abril de 2014     | 180 000 |
| Autódromo Ángel Pena      | San Martín, Mendoza      | 13 de diciembre de 2014 | 100 000 |
| Hipódromo de Tandil       | Tandil, Buenos Aires     | 12 de marzo de 2016     | 200 000 |
| Predio Rural "La Colmena" | Olavarría, Buenos Aires  | 11 de marzo de 2017     | 500 000 |